# ポースポロス

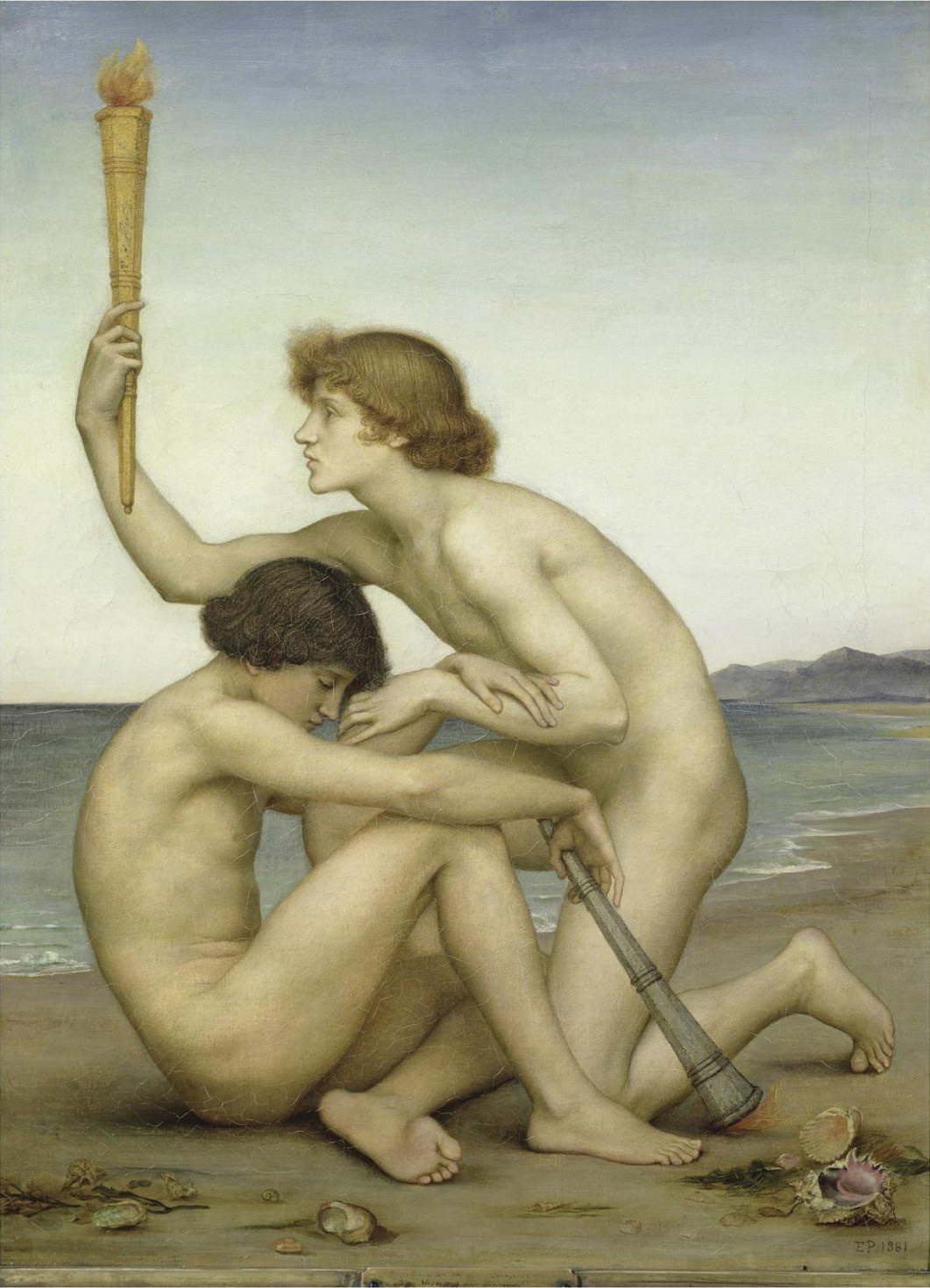
暁の明星・ポースポロスと宵の明星・ヘスペロス (イーヴリン・ド・モーガン/作, 1881)

ポースポロス（古希: Φωσφόρος, Phōsphoros）は、ギリシア神話に登場する暁の明星を司る神である。名前は「光をもたらす者」という意味。ヘオースポロス（古希: Εωσφόρος, Heōsphoros）という別名を持つ。
アストライオスとエーオースの息子（一説はケパロスとエーオースの息子）で、宵の明星・ヘスペロスと兄弟関係だった。またケーユクスとダイダリオーンの父である。
ローマ神話ではルーキフェル（Lucifer）と呼ばれた。